# Nørhald Kommune
Nørhald Kommune i Århus Amt blev dannet ved kommunalreformen i 1970. Ved strukturreformen i 2007 blev den indlemmet i Randers Kommune sammen med Purhus Kommune og dele af Langå Kommune, Sønderhald Kommune og Mariager Kommune.

## Tidligere kommuner
Nørhald Kommune blev dannet ved sammenlægning af 8 sognekommuner:
| Kommune              | Folketal 1. januar 1970 | Byer                               |
| -------------------- | ----------------------- | ---------------------------------- |
| Dalbyneder-Dalbyover | 609                     | Dalbyover                          |
| Gjerlev-Enslev       | 1.213                   | Gjerlev                            |
| Hald-Kærby           | 1.010                   | Hald                               |
| Harridslev-Albæk     | 1.218                   | Harridslev, Albæk og del af Mejlby |
| Råby-Sødring         | 1.096                   | Udbyhøj Vasehuse                   |
| Støvring-Mellerup    | 912                     | Støvring og Mellerup               |
| Tvede-Linde          | 902                     | Tvede, Linde og del af Mejlby      |
| Øster Tørslev        | 1.018                   | Øster Tørslev                      |
| I alt                | 7.978                   |                                    |

## Sogne
Nørhald Kommune bestod af følgende sogne:
- Albæk Sogn (Støvring Herred)
- Dalbyneder Sogn (Gjerlev Herred)
- Dalbyover Sogn (Gjerlev Herred)
- Enslev Sogn (Gjerlev Herred)
- Gjerlev Sogn (Gjerlev Herred)
- Hald Sogn (Nørhald Herred)
- Harridslev Sogn (Støvring Herred)
- Kærby Sogn (Gjerlev Herred)
- Linde Sogn (Nørhald Herred)
- Mellerup Sogn (Støvring Herred)
- Råby Sogn (Gjerlev Herred)
- Støvring Sogn (Støvring Herred)
- Sødring Sogn (Gjerlev Herred)
- Tvede Sogn (Nørhald Herred)
- Øster Tørslev Sogn (Gjerlev Herred)

## Borgmestre[3]
| Navn                     | Parti   | Periode   |
| ------------------------ | ------- | --------- |
| Jens Kristian Kristensen | Venstre | 1970-1986 |
| Herluf Skjøtt            | Venstre | 1986-2002 |
| Anders Buhl-Christensen  | Venstre | 2002-2006 |